# ГАЗ-3111
ГАЗ-3111 «Волга» — легковий автомобіль E-класу в 4-дверному кузові седан, який виготовлявся компанією ГАЗ з 2000 по 2004 рік. Нині виробництво моделі припинено.

## Статистика виробництва ГАЗ-3111
Виробництво ГАЗ-3111 по роках:
- 2000 - 53 шт.
- 2001- 342 шт.
- 2002 - 20 шт. (Офіційне припинення дрібносерійного виробництва в серпні 2002 року)

Всього за час виробництва - 415 шт. 
- 2004 - 9 шт. (Не офіційний випуск під замовлення)

Усього випущено - 424 шт.
Проте були ще й передсерійні зразки (до 2000 року), які збиралися до виходу автомобіля в серію. На них у «УКЕР ГАЗ» проводилися різні випробування. Точна кількість випущених одиниць не відомо.